# مارسيو فورت
مارسيو فورت (بالإيطالية: Márcio Forte)‏ هو مدرب كرة قدم صالات ‏ ولاعب كرة قدم إيطالي وبرازيلي، ولد في 23 أبريل 1977 في لوندرينا في البرازيل. لعب مع Città di Montesilvano Calcio a 5 ‏.

## وصلات خارجية
- مارسيو فورت على موقع الاتحاد الأوربي (الإنجليزية)